# Noemi
Noemi (hebr. Naomi, נָעֳמִי) – imię żeńskie pochodzenia semickiego. Wywodzi się od hebrajskiego słowa oznaczającego „moja słodycz”.
Według starotestamentowej Księgi Rut Noemi była żoną Elimeleka z Betlejem i matką jego dwóch synów: Machlona i Kiliona W czasie wielkiego głodu Noemi opuściła rodzinne miasto i udała się ze swym mężem do kraju Moabu, by tam się osiedlić. Tam też straciła męża i synów. Przeżyły wraz z nią jej dwie synowe Orpa i Rut. Orpa odeszła, a druga synowa, Rut pozostała wraz z Noemi.

Kiedy wróciły do Betlejem, ludzie pytali:
„Czyż to nie Noemi?” Ona zaś powiedziała: „Nie nazywajcie mnie więcej Noemi (tzn. ‘Moja Słodycz’),

Nazwijcie mnie raczej Gorzka (po hebrajsku ‘Mara’), bo Wszechmogący napełnił mnie wielką goryczą”.
Następnie Noemi wyswatała Rut za swego krewnego Booza, a kiedy urodził im się syn Obed, Noemi została jego niańką. Wnukiem Obeda był król Dawid. Dzieje Noemi i Rut ilustrują miłość rodzinną oraz poszanowanie prawa i obyczaju.
W Polsce imię zyskało na popularności w XXI wieku. W lipcu 2001 było 511 kobiet o tym imieniu (urodzonych najczęściej po 1970 roku). W styczniu 2025 r. w rejestrze PESEL, wśród publicznie dostępnych danych dotyczących osób żyjących, wykazano 3029 kobiet o imieniu Noemi, 1256 kobiet o imieniu Naomi oraz 2 kobiety o imieniu Noomi nadanym jako imię pierwsze. 
Noemi imieniny obchodzi 14 grudnia.

## Warianty imienia w innych językach
- Na’ima (język aramejski)
- Naemi
- Naomi (język angielski)[8]
- Naome
- Nayomi
- Noëmi (dialekt szwajcarski języka niemieckiego)
- Naïma
- Naema
- Naëmi/Naemi (język niemiecki)
- Noeme
- Naimi (język szwedzki)
- Naama (język arabski)
- Noémi (język węgierski)
- Noémie (język francuski)
- Noomi[9] (język niemiecki)
- Nomi (język niemiecki)
- Nomie (język niemiecki)
- Nömsi (język schwyzertüütsch)

## Kobiety o imieniu Noemi
- Naomi Campbell – brytyjska modelka
- Naomi Osaka – japońska tenisistka
- Naomi James – nowozelandzka żeglarka
- Naomi Klein – kanadyjska pisarka
- Naomi Watts – brytyjsko-australijska aktorka
- Noemi – włoska piosenkarka
- Noemi Wigdorowicz-Makowerowa – polska lekarka.